# Neverwinter Nights
Neverwinter Nights é um jogo de RPG para computador em terceira pessoa, desenvolvido pela BioWare e distribuído pela Infogrames Entertainment (e depois através de sua subsidiária Atari) para Microsoft Windows em 2002. O jogo também foi lançado para Macintosh e GNU/Linux em 2003. Neverwinter Nights passa no cenário de Forgotten Realms do universo de Dungeons & Dragons. A escolha do nome foi uma homenagem ao jogo homônimo Neverwinter Nights (1991), considerado o primeiro MMORPG com interface gráfica, criado pela Stormfront Studios e publicado pela Strategic Simulations, Inc.

## Descrição
Neverwinter Nights é baseado nas regras da terceira edição de Dungeons and Dragons, foi desenvolvido com a Aurora Engine e utilizando OpenGL como a API gráfica. Além do suporte de pixel shader para um efeito mais realista da água, outra característica do motor do jogo é o sistema de iluminação, permitindo que qualquer objeto possua sombras dependendo da posição da luz presente no cenário (por exemplo, uma tocha na mão de um personagem).
Assim como os outros jogos da empresa, o combate é em turnos, porém estes acontecem de modo simultâneo, ou seja em tempo real. Para não haver necessidade de pausar a batalha enquanto decide, a BioWare providenciou alguns recursos para auxiliar o jogador, como a possibilidade de enfileirar as ações do personagem, três barras de atalho e o radial menu, que ao clicar com o botão direito do mouse (pt: rato), apresenta as possíveis ações que o jogador pode escolher, dependendo da natureza do objeto selecionado.
A criação de um personagem é igual a de Dungeons and Dragons 3ª Edição: selecionando a raça, sexo, aparência e atributos, e enfim escolhendo um nome.
O Neverwinter Nights recebeu um elevado nível de atenção por parte da BioWare, que continuou lançando atualizações até Julho de 2008, data do lançamento do último patch, 1.69.

## Campanha
A história da campanha original é dividida em cinco capítulos, cada um com localizações, monstros, itens e objetivos diferentes. Em vez de ter um grupo de personagens controláveis, o jogo oferece um parceiro chamado de henchmen, podendo o jogador escolher aquele que melhor complementar suas habilidades.
A campanha foi criticada por ter o combate como tema principal, fazendo o jogador enfrentar hordas de inimigos por muito tempo. Além disso, a inclusão de um item chamado Stone of Recall permite que o personagem escape de quase todas as situações de perigo com uma penalidade mínima, tendo que pagar apenas uma quantia de dinheiro para voltar ao lugar de onde foi teletransportado.

### Enredo
Situada na costa norte de Faerûn, continente do mundo fictício de Toril, a cidade de Neverwinter foi atingida por uma praga devastadora. Mesmo com o esforço de todos os clérigos locais utilizando poder divino, a doença é incurável.
Conhecida como a Morte Uivante, a praga apareceu na região mais pobre da cidade e alastrou-se com facilidade para todos os outros bairros, apesar do estado de emergência e dos bloqueios para tentar impedir a sua propagação. Lady Aribeth de Tylmarande, uma renomada paladina à serviço do deus Tyr fez um chamado por heróis para descobrir uma cura e encontrar o responsável por essa praga que determinaram ser de origem sobrenatural.
Vários aventureiros responderam o chamado, e destes os mais promissores foram convidados a se juntar à academia de Neverwinter, para serem treinados e receberem ordens pessoalmente de Aribeth. Uma das esperanças da paladina está na criação de uma poção com ingredientes de criaturas raras, reunidas com muito esforço em segredo por agentes de Aribeth, para evitar rumores e ações de desespero dos cidadãos que acreditam que uma cura já foi desenvolvida.
A academia acaba sendo invadida por agentes desconhecidos e bem organizados, durante o combate o único objetivo aparente do grupo é de encontrar e matar as criaturas, que acabam fugindo. Com a maioria dos estudantes e professores mortos, resta ao personagem investigar o paradeiro das criaturas, seguindo pistas dos habitantes e guardas da região.
Enquanto isso, Lord Nasher, o governante da cidade discute com Aribeth e outros heróis sobre a identidade do mandante do ataque, na lista um dos maiores suspeitos são os governadores da cidade de Luskan, eterna rival de Neverwinter e que recentemente fechou seus portões a todos os estrangeiros.

## Desenvolvimento
Neverwinter Nights entrou em desenvolvimento em 1997 e o objetivo da Bioware na época era criar a mais elaborada simulação de jogos de RPG de mesa até então, capturando as sutilezas das sessões RPG de mesa para um jogo de computador. Foi o maior projeto da Bioware até então, e chegaram a ter uma equipe de 75 pessoas, trabalhando em diversas ferramentas, tecnologias e aspectos distintos, tanto para o jogo base com suas campanhas, quanto para o modo multiplayer com servidores independentes e ainda desenvolveram diversas ferramentas que mais tarde foram disponibilizadas para a comunidade também.

## Controvérsias
Apesar de ter sido atrasado diversas vezes, quando Neverwinter Nights foi eventualmente lançado, vários jogadores tiveram problemas com a versão inicial, especialmente na campanha. Certos scripts não eram engatilhados, e determinados monstros ao serem derrotados não forneciam o item necessário para continuar a jornada.
Alguns jogadores afirmavam não ter esses problemas, mas de qualquer forma a BioWare decidiu lançar várias atualizações para corrigir os erros. As expansões também tiveram problemas similares, porém menos graves, uma das mais recentes foi na expansão Hordes of the Underdark, onde um grupo de personagens erroneamente identificava o jogador como inimigo, impedindo-o de resolver o desafio de uma certa maneira.

### Proteção de cópia
Outra situação no lançamento de Neverwinter foi o sistema de proteção contra cópias escolhido, o SecuROM da empresa Sony. A Atari foi uma das primeiras distribuidoras a escolher a nova versão do SecuROM, que apresentava problemas com certos leitores de CD-ROM da época, especialmente com leitores de DVD, impedindo que alguns jogadores pudessem iniciar o jogo ou travando o computador.
Em uma das primeiras atualizações a proteção de cópia foi atualizada (apesar da insistência de um funcionário da BioWare dizendo que não haviam modificado nenhum componente do SecuROM na atualização), aumentando o número de pessoas que não conseguiam jogar.
Com a quantidade de reclamações feitas, a Atari decidiu remover temporariamente a proteção do jogo, porém continuaram a utilizar o SecuROM em outros jogos que distribuiu. A versão mais atual da proteção resolve a maioria dos problemas, mas alguns jogadores continuam relatando conflitos e a impossibilidade de jogar.

## Aurora Toolset
O ponto principal de Neverwinter Nights é o editor chamado de Aurora toolset. A ferramenta é a mesma usada na criação do jogo e suas expansões, porém polida e documentada para o público. O editor não funciona na versão para Macintosh ou GNU/Linux.
O usuário pode editar quase todos os recursos do jogo, construindo sua aventura como desejar. Para desenvolver cenários mais complexos ou modificar certas regras do jogo, é necessário utilizar o NWScript, o mecanismo de script utilizado pelo Aurora toolset. Fortemente influenciado em C, é considerado difícil para leigos em programação.
Depois do usuário concluir sua aventura, o editor salva o conteúdo em um arquivo chamado módulo. Existem diversas páginas na Internet dedicadas ao arquivamento de módulos, com sistemas de classificação de história, conteúdo, originalidade e outros quesitos.
Também é possível criar conteúdo para o jogo com outros programas de edição, como o Blender, e convertê-los em um formato que o Aurora toolset entenda, para enfim salvar tudo em um único arquivo chamado Hak (ou hakpack), que pode ser compartilhado e utilizado em várias modificações.

### Modificações populares
Em março de 2004 a comunidade do jogo lançou o Community Expansion Pack (ou CEP), um pacote de expansão livre, que reúne vários trabalhos criados pela comunidade em um único hakpack, padronizando o material usado por criadores de aventuras, e poupando os jogadores de terem que baixar diversos pacotes para poderem jogar seus módulos favoritos. O CEP consiste em retratos, objetos, ícones, texturas, tipos de armas e monstros.
A BioWare anunciou ter apreciado muito o trabalho dos fãs, mas não utiliza o material criado pela comunidade devido a problemas com direitos autorais, porém ajuda a promover o pacote na página da empresa.

## Premium Modules
Com a popularidade de Neverwinter Nights e das modificações, a BioWare decidiu criar a BioWare's Online Store, uma loja virtual para os produtos da empresa, além de planejarem vender módulos criados pela comunidade. É impossível editar os módulos através do Aurora Toolset pois eles são encriptados, porém parte do material foi incluído nas atualizações do jogo.
Estreando no dia 10 de novembro de 2004, a loja começou a vender três Premium Modules: Kingmaker, ShadowGuard e Witch's Wake (que possui uma versão grátis porém sem certos recursos, como voz e música). Estas aventuras podem ser jogadas com personagens já prontos ou criando personagens de última hora. A única exceção fica com o módulo ShadowGuard, que tem início com um personagem de terceiro nível já pronto.
Os módulos usam um sistema de proteção de cópias que exige que o jogador tenha uma conexão ativa com a internet enquanto joga, apesar de serem para um único jogador. A edição Kingmaker remove essa limitação.
Em 22 de junho de 2005 iniciaram a venda de seu quarto módulo: Pirates of the Sword Coast.
O quinto módulo, Infinite Dungeons, foi anunciado em 19 de maio de 2006. Esta aventura gera uma caverna aleatoriamente, com a dificuldade e parâmetros de itens baseados na classe da personagem do jogador. Ao contrário dos primeiros módulos, Infinite Dungeons oferece um modo para vários jogadores.

## Expansões e sequência
Neverwinter Nights teve duas expansões, chamadas de Shadows of Undrentide e Hordes of the Underdark. Uma sequência foi anunciada em julho de 2004, até agora com o nome provisório de Neverwinter Nights 2, e está sendo desenvolvido pela Obsidian Entertainment.

### Shadows of Undrentide
Começando uma nova aventura sem relação com a história da campanha original, Shadows of Undrentide foi desenvolvido pela Floodgate Entertainment e distribuído nos Estados Unidos em junho de 2003.
A expansão traz novas magias, cinco classes de prestígio (característica não existente no jogo original) e três novos tilesets (mapas e objetos com um certo tema), além de dezesseis criaturas e novas interações com o henchmen. Entre elas, a possibilidade de discutir táticas de combate e de possuírem um inventário próprio, ao contrário da campanha original, na qual não era possível trocar os itens do companheiro.

### Hordes of the Underdark
Hordes of the Underdark é uma continuação de Shadows of Undrentide, portanto não foi feito para personagens iniciantes. Essa expansão desenvolvida pela BioWare foi lançada em dezembro de 2003 e adiciona seis classes de prestígio, novos tilesets e criaturas e ainda mais funções para o Aurora Toolset. A BioWare desenvolveu gráficos e efeitos especiais mais complexos, fazendo que a configuração mínima do jogo fosse elevada.

### Neverwinter Nights 2
A continuação do jogo foi anunciada para outubro de 2006. Uma das maiores mudanças, e que gerou polêmica entre os fãs do primeiro jogo, foi a reconstrução completa do motor, agora chamado Electron, que utiliza DirectX em vez de OpenGL, impossibilitando compatibilidade com os sistemas Macintosh e GNU/Linux.

## Edições especiais
Depois da primeira expansão ter sido concluída, a ATARI criou edições especiais para atrair novos jogadores a série. O primeiro pacote foi o Neverwinter Nights Gold Edition, oferecendo o jogo original na versão 1.31 e a expansão Shadows of Undrentide. O próximo foi Neverwinter Nights Platinum Edition (Neverwinter Nights: Deluxe Edition na Europa), uma edição em DVD que contém o jogo original e as duas expansões a(c)tualizadas.
Em setembro de 2005 foi lançada uma nova edição, Neverwinter Nights: Kingmaker. Dentro do pacote estão inclusos os seguintes módulos: Neverwinter Nights: Kingmaker, Neverwinter Nights: ShadowGuard e Neverwinter Nights: Witch's Wake. Apesar do nível de violência ser semelhante as outras edições, Kingmaker ganhou a classificação Mature do ESRB. Para rodar a expansão, é necessário ter a versão original do jogo e o pacote Hordes of the Underdark. Os módulos da edição do CD-ROM são apenas para Microsoft Windows. 
Ainda em 2005 foi lançada a versão Neverwinter Nights Diamond Edition, que inclui a campanha original, as duas expansões e a edição Kingmaker. A Diamond Edition foi licenciada pela plataforma Good Old Games em 2010 para distribuição digital.
Em 2017 foi anunciada uma remasterização pela Beamdog, Neverwinter Nights: Enhanced Edition, contendo todo o conteúdo original da Diamond Edition e também os patchs feitos pela comunidade. Essa versão foi lançada em 2018 para as plataformas Steam e Google Play. Em 2019 a Skybound Games lançou essa versão remasterizada para os consoles Nintendo Switch, PlayStation 4 e Xbox One.